# ザック・モンスター
ザック・モンスター（Zack Monstar、1989年9月19日 - ）はアメリカ合衆国のプロレスラー。カリフォルニア州ロサンゼルス出身。

## 来歴
2010年、フロリダ州フォートマイヤーズを拠点とするNEW（New Era Wrestling）に入団してトレーニングを開始。プロレスラーデビューを果たす。
2012年2月18日、NEW 2 Year Anniversaryにて16人バトルロイヤルにて優勝を飾る。6月19日、RetaliationにてNEWヘビー級王座を保持するマーカス・マッコブにラストマン・スタンディングマッチで挑戦。勝利してベルトを奪取。
2013年2月5日、NEW 3 Year AnniversaryにてDBハリソンと王座戦を行い敗戦。王座から陥落するが同日にノーDQマッチ形式でのリベンジマッチを行い勝利。ベルトを奪還した。9月15日、Quarrel In Cape CoralにてWWFのレジェンドであるジェイク・ロバーツと元TNA所属のシン・ボーディと組んでイーライ & ジオバニ・ザ・グレーテスト & ジャスティン・マシューズと対戦。終盤に両チーム全員がリング内入り乱れての乱闘となるがシンと協力してイーライとマシューズを追い出すと最後にロバーツがジオバニへDDTを決めて勝利した。10月1日、Throwdownにてドラヴィン・フロストと組んでNEWタッグ王座を保持するDBハリソン & ジャスティン・マシューズに挑戦。勝利してベルトを奪取。
2015年3月13日、フロリダ州ポートセントルーシーを拠点とするCWE（Championship Wrestling Entertainment）に参戦。CWEヘビー級王座争奪バトルロイヤルに出場して優勝を飾り、ベルトを奪取。同月22日、フロリダ州オーランドを拠点とするOPW（Orlando Pro Wrestling）に参戦。ガブリエル・ブラック、ジョシュ・パーカーと3wayマッチを行い勝利。4月10日、CWE WrestleFest 2015にてWWEに所属するライノと対戦。会場が "Gore" チャントで沸く中で試合を行う。終盤にランニング・ビッグブートからチョークスラムへと繋ぎ、トップロープからダイビングフットスタンプを敢行するが避けられるとゴアを喰らうがカウント2で返す。ライノが再度ゴアを決めようとしたところへJBクールの乱入により無効試合となる。試合後にマイクアピールをするJBクールにスーパーキックからライノがゴアを決めて追い出すと握手を交わした。5月15日、CWEにてジョーイ・メイベリー、チコ・アダムス、JBクールとフェイタル4way形式によるCWEヘビー級王座とCWEナショナルヘビー級王座を賭けたダブルタイトルマッチで対戦。最後にアダムスへスーパーキックを決めて勝利し、王座を防衛するも試合後にJBクールとアダムスから襲撃された。7月17日、CWEにてJBクールと決着戦として観客席で3カウントを奪い勝利が決定する3ステージ・オブ・ヘルを行う。終盤に観客席にてスター・ストラックで壁にJBクールの顔面を打ちつけるも自分も打ちつけられてしまい、バックトライアングルチョークからDDTを決められグロッキー状態になるが最後に隙を突いて丸め込み勝利した。8月5日、フロリダ州フォートマイヤーズを拠点とするRPW（REAL Pro Wrestling）のThe Awakeningに参戦。NEWでの相棒であるドラヴィン・フロストとファン・ブリング・ザ・ウェポンズマッチを行い勝利。8月15日、フロリダ州オーランドを拠点とするNPW（Nova Pro Wrestling）のGenesisに参戦。リット・ギディンスと対戦。互いに譲らぬ激しい打撃の応酬となるが最後にパワーボムからランニング・ラリアットを喰らい敗戦。

## 獲得タイトル
CWE
- CWEヘビー級王座 : 1回
- CWEナショナルヘビー級王座 : 1回

NEW
- NEWヘビー級王座 : 2回
- NEWタッグ王座 : 2回

w / ドラヴィン・フロスト

## 得意技
- GTS

相手をファイヤーマンズキャリーの体勢で抱え上げ、相手を目の前に落とすと同時に胸元へ膝を叩き込む。
- スター・ストラック

リバースSTO
- ストレート・ジャケット・ストレッチャー
- ムタロック
- スパインバスター
- ランニング・ビッグブート
- スーパーキック